# ATC code R07
ATC code R07 سایر محصولات مخصوص دستگاه تنفس زیرگروهی درمانی از سیستم طبقه‌بندی شیمیایی درمانی آناتومیک است. این سیستمِ متشکل از کدهای حرفی‌عددی را سازمان جهانی بهداشت برای طبقه‌بندی داروها و سایر تولیدات پزشکی ایجاد کرده است. زیرگروه R07 جزوی از گروه آناتومیک R دستگاه تنفس است.

کدهای مورد استفاده در دامپزشکی (کدهای ATCvet) را می‌توان با گذاشتن حرف Q جلو کدهای انسانی ATC ایجاد کرد: مثلاً QR07. کدهای ATCvet که فاقد کدهای انسانی متناظر ATC هستند، در فهرست ذیل با حرف آغازین Q ذکر شده‌اند.
ممکن است نسخه‌های ملی از طبقه‌بندی ATC حاوی کدهای اضافه‌ای باشند که در این فهرست (نسخهٔ سازمان جهانی بهداشت) نیامده باشند.

## R07A سایر محصولات مخصوص دستگاه تنفس

### R07AAسورفکتانت‌های ریوی
R07AA01 کولفوسریل پالمیتات
R07AA02 Natural فسفولیپید
R07AA30 Combinations

### R07AB Respiratory stimulants
R07AB01 دوکساپرام
R07AB02 نیکتامید
R07AB03 Pentetrazol
R07AB04 Etamivan
R07AB05 Bemegride
R07AB06 Prethcamide
R07AB07 Almitrine
R07AB08 Dimefline
R07AB09 Mepixanox
R07AB52 Nikethamide, combinations
R07AB53 Pentetrazol, combinations
QR07AB99 Respiratory stimulants, combinations

### R07AX سایر محصولات مخصوص دستگاه تنفس
R07AX01 نیتریک اکسید
R07AX02 ایواکافتور
R07AX30 Ivacaftor and lumacaftor